# Andrew Latimer
Andrew (Andy) Latimer (Guildford, Surrey, Reino Unido, 17 de maio de 1949) é um músico inglês, líder e único músico que fez parte de todas formações da banda Camel. Atua principalmente como cantor e guitarrista, mas também faz participações como flautista e tecladista.
Em 1991 Latimer criou a gravadora Camel Productions, que lançou os álbuns mais recentes da banda: Dust And Dreams (1991), Harbour Of Tears (1996), Rajaz (1999) e A Nod And a Wink (2002).
Em maio de 2007, Susan Hoover, esposa de Latimer, anunciou através do site Camel Productions que Latimer sofria desde 1992 de policitemia vera, um progressivo desordem sanguíneo, e  que mais tarde evoluiu para mielofibrose. Isso foi parte da razão pela qual Camel deixou de fazer uma extensa turnê. No final de 2007, ele passou por um transplante de medula óssea. Em setembro de 2008, ele foi finalmente para casa a  recuperar suas forças, considerando a possibilidade de uma turnê em menor escala no futuro.
As últimas notícias sobre Latimer vem através de um blog de David Minasian, que já dirigiu várias produções de vídeo de Camel ao longo dos anos. Minasian lançou seu álbum, Random Acts of Beauty, em agosto de 2010. A saúde de Latimer progrediu tanto que ele contribuiu em solos de guitarra e vocais para a faixa de abertura do álbum, "Masquerade".